# 富士見が丘 (横浜市)
富士見が丘（ふじみがおか）は、神奈川県横浜市都筑区の地名。「丁目」の設定のない単独町名である。住居表示実施済区域。

## 地理
都筑区の南西部に位置し、東に高山、南東に二の丸、南西に川和台と川和町、北西に見花山と接している。

### 地価
住宅地の地価は、2025年（令和7年）1月1日の公示地価によれば、富士見が丘24-31の地点で26万円/m²となっている。

## 歴史

### 沿革
- 1986年（昭和61年）2月10日 - 住居表示の実施に伴い、池辺町、川和町の各一部から富士見が丘を新設[7]。横浜市緑区富士見が丘となる。
- 1989年（平成元年）11月27日 - 住居表示の実施に伴い、池辺町、川和町の各一部を富士見が丘に編入[8]。
- 1994年（平成6年）11月6日 - 行政区再編成に伴い、都筑区を新設。横浜市都筑区富士見が丘となる[9]。

## 世帯数と人口
2025年（令和7年）6月30日現在（横浜市発表）の世帯数と人口は以下の通りである。
| 町丁       | 世帯数  | 人口    |
| ---------- | ------- | ------- |
| 富士見が丘 | 920世帯 | 2,001人 |

### 人口の変遷
国勢調査による人口の推移。
| 年                 | 人口  |
| ------------------ | ----- |
| 1995年（平成7年）  | 1,526 |
| 2000年（平成12年） | 1,650 |
| 2005年（平成17年） | 1,669 |
| 2010年（平成22年） | 1,881 |
| 2015年（平成27年） | 1,913 |
| 2020年（令和2年）  | 1,965 |

### 世帯数の変遷
国勢調査による世帯数の推移。
| 年                 | 世帯数 |
| ------------------ | ------ |
| 1995年（平成7年）  | 586    |
| 2000年（平成12年） | 613    |
| 2005年（平成17年） | 628    |
| 2010年（平成22年） | 685    |
| 2015年（平成27年） | 762    |
| 2020年（令和2年）  | 834    |

## 学区
市立小・中学校に通う場合、学区は以下の通りとなる（2023年4月時点）。
| 番・番地等 | 小学校               | 中学校             |
| ---------- | -------------------- | ------------------ |
| 全域       | 横浜市立川和東小学校 | 横浜市立川和中学校 |

## 事業所
2021年（令和3年）現在の経済センサス調査による事業所数と従業員数は以下の通りである。
| 町丁       | 事業所数 | 従業員数 |
| ---------- | -------- | -------- |
| 富士見が丘 | 55事業所 | 573人    |

### 事業者数の変遷
経済センサスによる事業所数の推移。
| 年                 | 事業者数 |
| ------------------ | -------- |
| 2016年（平成28年） | 39       |
| 2021年（令和3年）  | 55       |

### 従業員数の変遷
経済センサスによる従業員数の推移。
| 年                 | 従業員数 |
| ------------------ | -------- |
| 2016年（平成28年） | 322      |
| 2021年（令和3年）  | 573      |

## 施設
- 横浜市立川和東小学校
- 横浜市立川和中学校
- 川和富士公園

## 交通
横浜市営地下鉄グリーンラインが通過するが駅はない。最寄り駅は同線都筑ふれあいの丘駅。

## ギャラリー

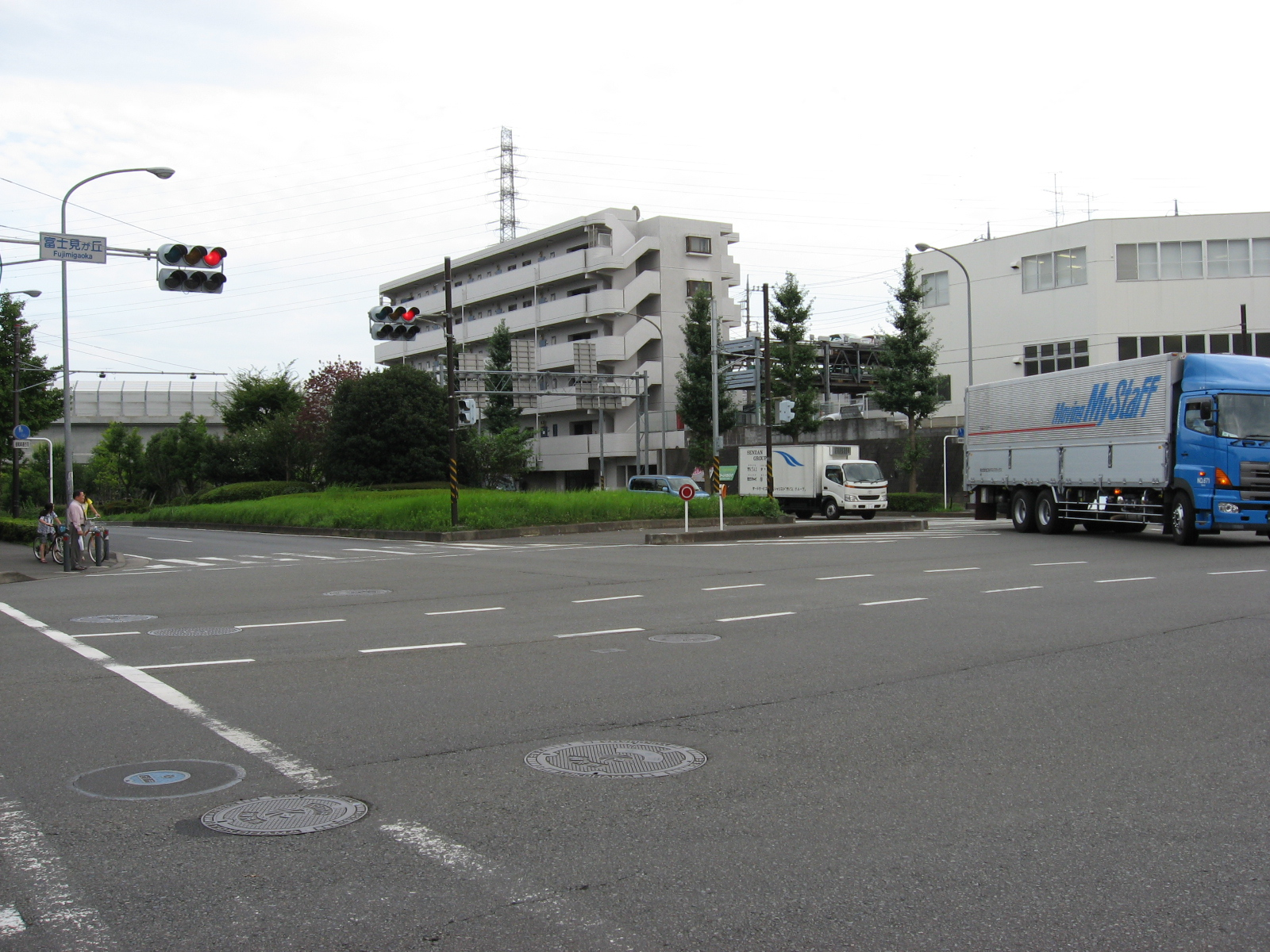
富士見が丘交差点（横浜上麻生道路）。奥の高架は横浜市営地下鉄グリーンライン。
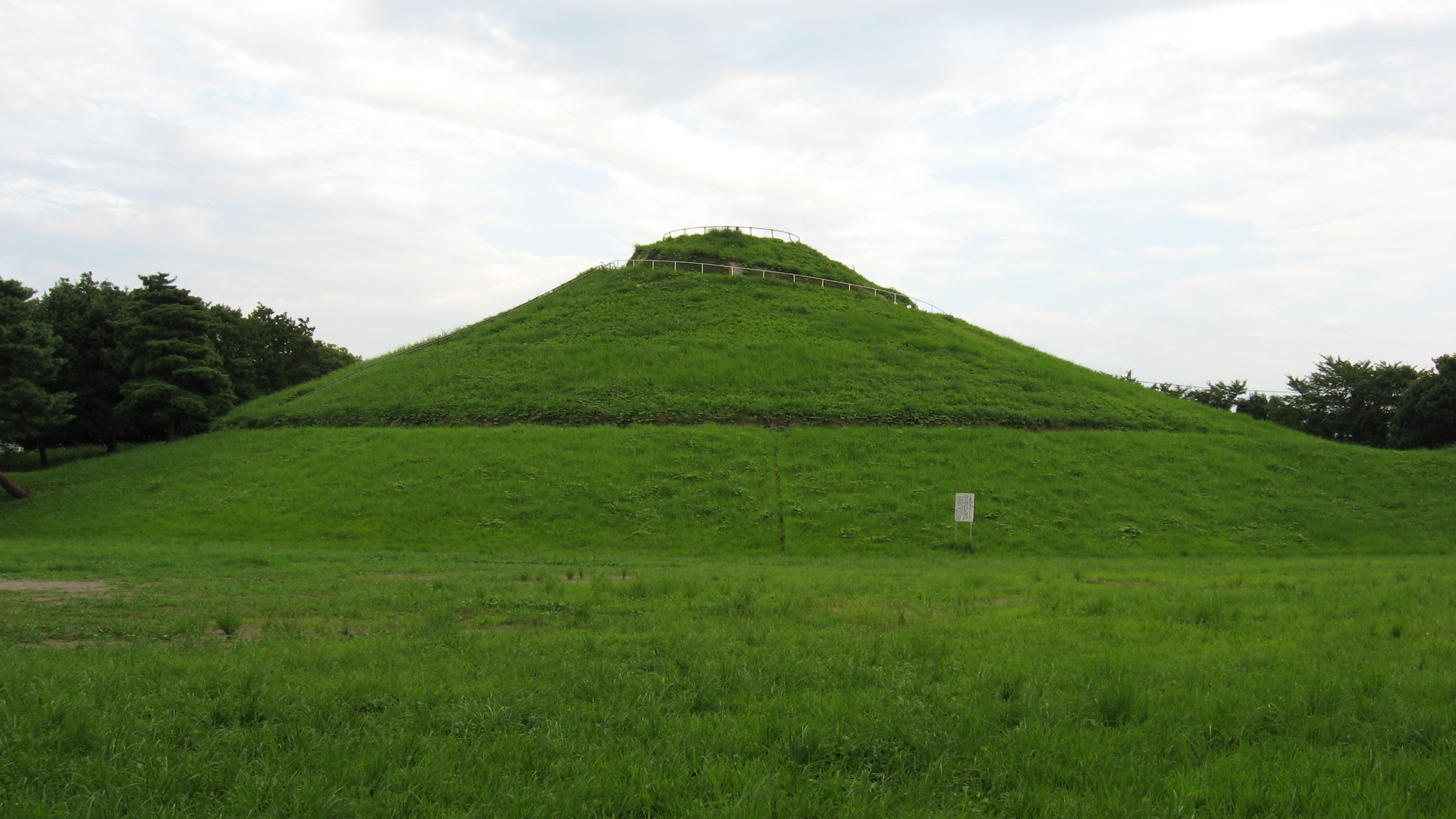
川和富士公園

## その他

### 日本郵便
- 郵便番号 : 224-0051[3]（集配局：都筑郵便局[19]）

### 警察
町内の警察の管轄区域は以下の通りである。
| 番・番地等 | 警察署     | 交番・駐在所 |
| ---------- | ---------- | ------------ |
| 全域       | 都筑警察署 | 川和交番     |